# Berville-en-Roumois
Berville-en-Roumois és un municipi francès situat al departament de l'Eure i a la regió de Normandia. L'any 2007 tenia 702 habitants.

## Demografia

### Població
El 2007 la població de fet de Berville-en-Roumois era de 702 persones. Hi havia 260 famílies, de les quals 40 eren unipersonals (8 homes vivint sols i 32 dones vivint soles), 104 parelles sense fills i 116 parelles amb fills.
La població ha evolucionat segons el següent gràfic:
Habitants censats

### Habitatges
El 2007 hi havia 280 habitatges, 263 eren l'habitatge principal de la família, 11 eren segones residències i 6 estaven desocupats. Tots els 279 habitatges eren cases. Dels 263 habitatges principals, 242 estaven ocupats pels seus propietaris, 16 estaven llogats i ocupats pels llogaters i 5 estaven cedits a títol gratuït; 5 tenien dues cambres, 12 en tenien tres, 68 en tenien quatre i 178 en tenien cinc o més. 225 habitatges disposaven pel capbaix d'una plaça de pàrquing. A 93 habitatges hi havia un automòbil i a 157 n'hi havia dos o més.

## Economia
El 2007 la població en edat de treballar era de 474 persones, 353 eren actives i 121 eren inactives. De les 353 persones actives 333 estaven ocupades (178 homes i 155 dones) i 20 estaven aturades (9 homes i 11 dones). De les 121 persones inactives 47 estaven jubilades, 39 estaven estudiant i 35 estaven classificades com a «altres inactius».

### Ingressos
El 2009 a Berville-en-Roumois hi havia 278 unitats fiscals que integraven 714,5 persones, la mediana anual d'ingressos fiscals per persona era de 21.565 €.

### Activitats econòmiques
Dels 15 establiments que hi havia el 2007, 2 eren d'empreses de fabricació d'altres productes industrials, 5 d'empreses de construcció, 2 d'empreses de transport, 1 d'una empresa d'hostatgeria i restauració, 1 d'una empresa financera, 2 d'empreses immobiliàries i 2 d'empreses de serveis.
Dels 6 establiments de servei als particulars que hi havia el 2009, 1 era un paleta, 1 fusteria, 3 lampisteries i 1 agència immobiliària.
L'any 2000 a Berville-en-Roumois hi havia 24 explotacions agrícoles que ocupaven un total de 612 hectàrees.

## Equipaments sanitaris i escolars
El 2009 hi havia una escola elemental integrada dins d'un grup escolar amb les comunes properes formant una escola dispersa.

## Poblacions més properes
El següent diagrama mostra les poblacions més properes.